# フクヨシ
株式会社フクヨシは、神奈川県横浜市に本社を置く通信販売会社。主に工事現場関係の卸売・小売を行っている。

## 取扱い品目
- ユニフォーム（作業服・事務服・ツナギ服・イベント用品、等）
- 安全保護具（ヘルメット・安全帯・安全靴・各種手袋、等）
- 建築・土木資材（各種養生シート、防炎シート、防音シート、不燃シート、各種土嚢、等）
- 安全標識（腕章・看板・ステッカー・黒板・カーブミラー・カラーコーン等）